# Pedro Jirón
Pedro José Jirón Rugama (Diriamba; 18 de diciembre de 1939-7 de septiembre de 2018) fue un futbolista nicaragüense que jugó de centrocampista. Es considerado uno de los mejores jugadores en la historia de su país.

## Trayectoria
Era apodado "peché" y pasó por todas las categorías del club de su ciudad Diriangén, hasta lograr debutar con el equipo mayor en 1958.
Con ellos, ganó los títulos de Primera División en 1959, 1969, 1970 y se mantuvo hasta su retiro en 1973.

## Selección nacional
Fue parte de la selección de Nicaragua en las rondas preliminares de los Campeonatos de Naciones de la Concacaf de Guatemala 1965 y Trinidad y Tobago 1971, logrando marcar un gol en la histórica victoria de 2-0 ante Honduras en 1965. Precisamente en Honduras 1967 si calificó y fue titular en los cinco partidos, quedando de último.

### Participaciones en Campeonatos Concacaf
| Copa                                          | Sede     | Resultado    | Part. | Goles |
| --------------------------------------------- | -------- | ------------ | ----- | ----- |
| Campeonato de Naciones de la Concacaf de 1967 | Honduras | Sexto puesto | 5     | 0     |

## Palmarés

### Títulos nacionales
| Título           | Equipo    | País      | Año  |
| ---------------- | --------- | --------- | ---- |
| Primera División | Diriangén | Nicaragua | 1959 |
| Primera División | Diriangén | Nicaragua | 1969 |
| Primera División | Diriangén | Nicaragua | 1970 |